# 馬幼興
馬幼興（1970年8月8日—），台灣男演員，回族。其姐為前名模馬幼婉

## 電視劇
| 年份   | 頻道               | 劇名                         | 飾演          |
| 1994年 | 華視               | 《霸王花》                   | 同事          |
| 1994年 | 台視               | 《天眼》會動的手指           | 李明全        |
| 1994年 | 台視               | 《天眼》愛恨之間             | 韓乃威        |
| 1996年 | 台視               | 《情劍山河》                 | 燭慶          |
| 2000年 | 中視               | 《封神榜》                   | 楊戩          |
| 2000年 | 民視               | 《長男的媳婦》               | 張家輝        |
| 2001年 | 中視               | 《三叔公九嬸婆》             | 賴建宏        |
| 2001年 | 中視               | 《順天聖母》                 | 白雲龍        |
| 2001年 | 傳訊電視大地電視台 | 《台灣變態檔案》變態老處女   | 廖志揚        |
| 2001年 | 民視               | 人間劇場《人間走馬燈》秋子恨 | 吳雲龍        |
| 2001年 | 民視               | 人間劇場《人間走馬燈》戲魂   | 李基山        |
| 2002年 | 民視               | 《不了情》                   | 阿倫          |
| 2002年 | 三立台灣台         | 《戲說台灣》戲班的藏寶       | 蔡志鴻        |
| 2002年 | 八大第一台         | 《第一劇場》心酸酸           | 張阿舜        |
| 2002年 | 三立台灣台         | 《鳥來伯與十三姨》           | 尤前仁        |
| 2003年 | 中視               | 《呂洞賓》                   |               |
| 2003年 | 三立台灣台         | 《戲說台灣》虎爺公傳奇       | 黃俊男        |
| 2003年 | 民視               | 《藍色水玲瓏》棺材夢         | 廖錢          |
| 2003年 | 民視               | 《日正當中》                 | 邱志豪        |
| 2003年 | 三立台灣台         | 《戲說台灣》生死簿           | 蕭大明        |
| 2004年 | 三立台灣台         | 《戲說台灣》十三婆姐         | 陳正勇        |
| 2004年 | 民視               | 《慾望人生》                 | 杜俊傑        |
| 2004年 | 八大戲劇台         | 《真愛無悔》                 | 陳世豪        |
| 2005年 | 華視               | 《生命的太陽》               | 楊少強        |
| 2005年 | 民視               | 《意難忘》                   | 馬俊傑        |
| 2006年 | 華視               | 《天長地久》                 | 侯正天        |
| 2006年 | 民視               | 《再生緣》                   | 江忠義        |
| 2007年 | 大愛電視台         | 《矽谷阿嬤》                 |               |
| 2007年 | 台視               | 《神機妙算劉伯溫》           | 朱標          |
| 2007年 | 衛視中文台         | 《黑糖群俠傳》               | 任翰天        |
| 2007年 | 中國大陸           | 《情鎖》                     | 洪斌          |
| 2008年 | 三立台灣台         | 《真情滿天下》               | 陳天保 廖天保 |
| 2009年 | 公視               | 《搖滾保母》                 | 呂至凡        |
| 2010年 | 三立台灣台         | 《天下父母心》               | 沈國慶 丁國慶 |
| 2011年 | 大愛電視台         | 《回家的路》                 | 林進成        |
| 2011年 | 三立台灣台         | 《家和萬事興》               | 江樂天        |
| 2011年 | 台視               | 《我的完美男人》             | 來賓          |
| 2012年 | 台視               | 《女人花》                   | 丹尼爾        |
| 2012年 | 三立台灣台         | 《戲說台灣》黑虎迎財神       | 何必問        |
| 2012年 | 三立台灣台         | 《牽手》                     | 黑木明        |
| 2013年 | 三立台灣台         | 《戲說台灣》月老逼紅鸞       | 月老          |
| 2013年 | 三立台灣台         | 《戲說台灣》月老斬桃花       | 月老          |
| 2013年 | 三立台灣台         | 《天下女人心》               | 方慶昌        |
| 2013年 | 三立台灣台         | 《世間情》                   | 謝天翔        |
| 2014年 | 三立台灣台         | 《戲說台灣》大某的守護神     | 高嵋成        |
| 2015年 | 三立台灣台         | 《戏说台湾》真假判官         | 陳文龍        |
| 2016年 | 三立台灣台         | 《戏说台湾》棺上加棺的咒谶   | 陈武雄        |
| 2017年 | 三立台灣台         | 《一家人》                   | 李揚明        |
| 2019年 | 三立台灣台         | 《戏说台湾》月老收姻緣煞     | 月老          |
| 2020年 | 三立台灣台         | 《戏说台湾》武財神治虎豹母   | 武財神        |
| 2020年 | 三立台灣台         | 《天之驕女》                 | 蔡有土(土虱)  |
| 2021年 | 三立台灣台         | 《戲說台灣》逆轉香爐穴       | 陳名堂        |
| 2022年 | 三立台灣台         | 《戲說台灣》乞食鬥地主       | 錢保保        |
| 2022年 | 三立台灣台         | 《戲說台灣》石婆娘           | 十二伯公      |
| 2022年 | 三立台灣台         | 《戲說台灣》灶神助醜女       | 灶神          |
| 2023年 | 三立台灣台         | 《戲說台灣》獅王會十甲       | 汪天本        |
| 2023年 | 台視               | 《美麗人生》                 | 周志豪        |
| 2023年 | 三立台灣台         | 《天道》                     | 萬朝遠        |
| 2024年 | 三立台灣台         | 《願望》                     | 李添貴        |
| 2025年 | 三立台灣台         | 《戲說台灣》觀音媽報凡恩     | 阿祿仙        |
| 2025年 | 三立台灣台         | 《百味人生》                 |               |

## 舞台劇
| 年份   | 劇團         | 劇名                             |
| 2009年 | 螢火蟲劇團   | 『天光』                         |
| 2013年 | 白雪綜藝劇團 | 『風月救風塵』華麗升級版三度加演 |
| 2015年 | 白雪綜藝劇團 | 扮裝天后『慾望門徒』演出及製作人 |

## 外部連結
- 馬幼興的新浪博客
- 馬幼興的新浪微博